# 内藤雅雄
内藤 雅雄（ないとう まさお、1940年12月24日 - ）は、日本のインド史学者、東京外国語大学名誉教授。
福井県武生市に仏師の子として生まれる。福井県立武生高等学校卒、1964年東京外国語大学インド・パーキスターン語科卒、1967年東京大学大学院印度哲学修士課程修了。1969年東京外国語大学アジア・アフリカ言語文化研究所助手、84年助教授、94年教授、2002年定年退官、名誉教授、専修大学文学部教授、2011年退職。

## 著書
- 『ガンディーをめぐる青年群像』三省堂 歴史のなかの若者たち 1987

### 編著・共著
- 『叢書カースト制度と被差別民 第3巻 解放の思想と運動』編著 明石書店 1994
- 『現代インドの展望』古賀正則,中村平治共編 岩波書店 1998
- 『移民から市民へ 世界のインド系コミュニティ』古賀正則,浜口恒夫共編 東京大学出版会 2000
- 『南アジアの歴史 複合的社会の歴史と文化』中村平治共編 有斐閣アルマ 2006

### 翻訳
- J.P.ヘイスコックス『インドの共産主義と民族主義 M.N.ローイとコミンテルン』中村平治共訳 岩波現代選書 1986
- ゴーダーワリー・パルレーカル『インド先住民解放の道 ワールリーの闘いの記録』明石書店 インドー解放の思想と文学 第9巻 1997